# Billum (plaats)
Billum is een plaats in de Deense regio Zuid-Denemarken, gemeente Varde. De plaats telt 574 inwoners (2018) en ligt in de parochie Billum (Deens: Billum Sogn).
De kerk van Billum (Deens: Billum Kirke) is gebouwd in de 13e eeuw. Het romaanse schip, koor en de apsis zijn in tufsteen opgetrokken. De overige delen, waaronder de toren, zijn in de late middeleeuwen toegevoegd. Het altaarstuk en de preekstoel zijn in 1620 respectievelijk 1634 vervaardigd.
De Billum Kro is een 18e-eeuwse herberg die als landevejskro koninklijke privileges kreeg als verblijfplaats langs de doorgaande weg.
Billum heeft sinds 1903 een station aan de lijn Varde-Nørre Nebel.
- Library of Congress Control Number: n82086662
- Nationale Bibliotheek van Israël: 987007552721305171
- Virtual International Authority File: 154792478